# Schronisko PTTK „Pod Tułem”
Schronisko PTTK „Pod Tułem” – dawne górskie schronisko turystyczne Polskiego Towarzystwa Turystyczno-Krajoznawczego w Beskidzie Śląskim, położone na północ od szczytu Tułu, w rzeczywistości na północno-zachodnim stoku wzgórza Zagoj, na wysokości 474 m n.p.m. Obecnie restauracja z salą bankietową i pokojami noclegowymi.

## Historia

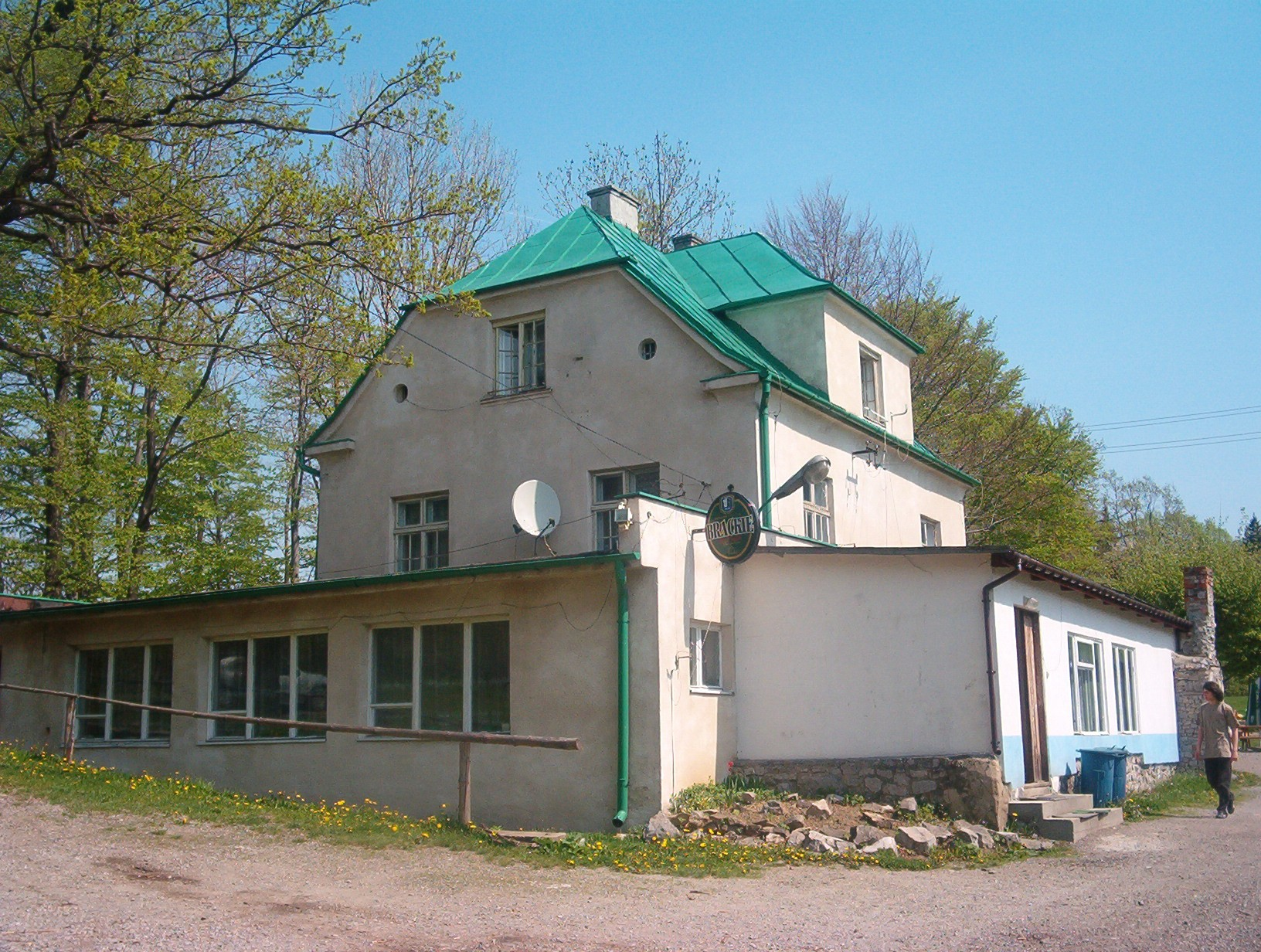
Schronisko „Pod Tułem” jeszcze jako obiekt PTTK (2005)

Budynek wzniósł w latach 1930–1931 niemiecki kupiec Krisch z Cieszyna, jako prywatną willę. Mieszkał w niej do 1945 roku (w czasie wojny odbywały się w nim m.in. zgromadzenia Hitlerjugend). Przejęty po II wojnie światowej przez państwo obiekt został w 1946 przekazany cieszyńskiemu Oddziałowi Polskiego Towarzystwa Tatrzańskiego, który zorganizował w nim stację turystyczną. Początkowo czynna była okresowo, a później już przez cały rok.
Po remoncie w latach 1968–1969 Polskie Towarzystwo Turystyczno-Krajoznawcze uruchomiło tu schronisko turystyczne z 32 miejscami noclegowymi. Powstały wówczas nowe urządzenia sanitarne, nowe ujęcie wody pitnej, instalacja kanalizacyjna oraz pralnia. Dobudowano także salę jadalną i taras.
W 2006 obiekt został sprzedany przez PTTK. Gruntownie wyremontowany i rozbudowany, funkcjonuje jako restauracja z pokojami gościnnymi.

## Szlaki turystyczne
- z Goleszowa – 1 godz.15, z powrotem 1 godz.,
- z Czantorii Wielkiej – 1.45, w drugą stronę - 2.30 godz.,
- z Ustronia przez Małą Czantorię – znaki żółte, a potem czarne - 3 godz.